# 浦戸大橋

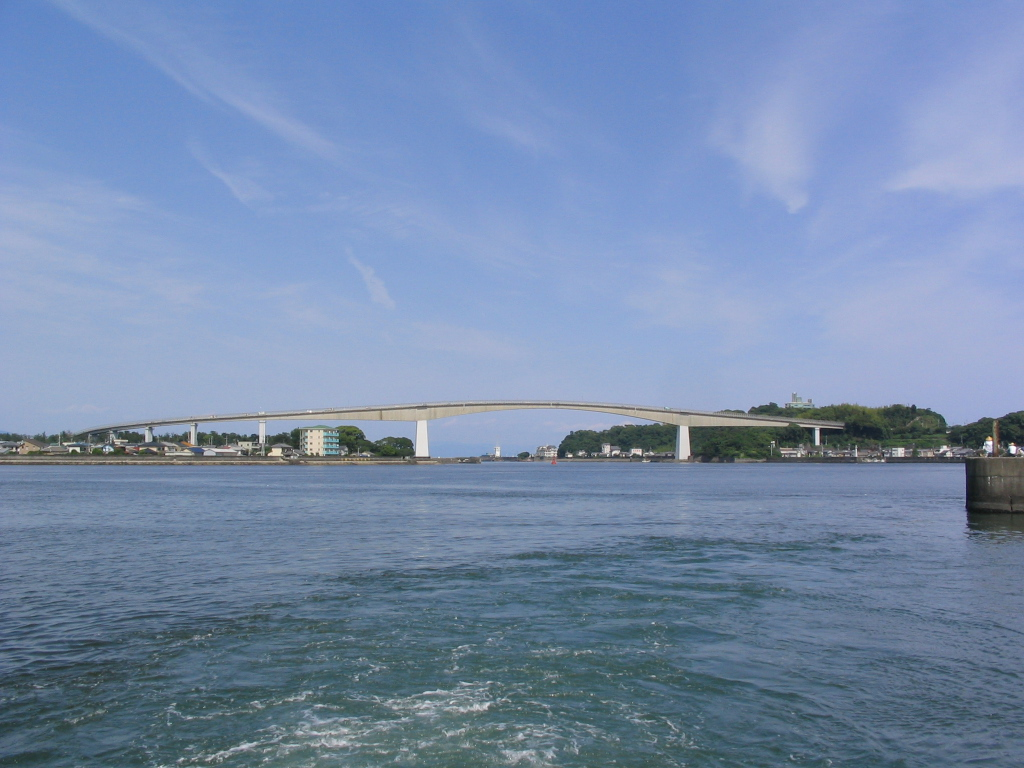
浦戸大橋（北側） - 2004年撮影

浦戸大橋（うらどおおはし）は、高知県高知市の浦戸湾にかかる延長1480 mの橋である。1972年に完成。歩道も併設されている。1972年土木学会田中賞受賞。

## 概要
浦戸湾は高知市街地のほぼ中央にまで大きく入り込んでおり、種崎・長浜両地区への移動手段は県営渡船を利用するか、高知市内を大きく迂回するかのどちらかであったが、浦戸大橋の開通に伴い両地区間の移動が容易となり、特に大型車両にとっては、高知市内までの大きな迂回を要することがなくなった。
建設当時は、スパンが200mを超えるコンクリート橋はなく画期的なものであった。また、橋梁区間の道路幅員は大型車同士の離合もできるよう設計された。しかし、自動車での利用を前提としたため、歩道部は極めて狭小であるため歩道部における自転車同士の離合は困難である。
橋からの投身自殺が相次いだことから、橋の欄干に高さ約3メートルある背の高い返し付きのフェンスが設置されている。
浦戸大橋の東側には高知県立種崎公園がある。

## 構造
- 形式：有ヒンジラーメン橋
- 全体延長：1480 m[1][3]（橋梁部915 m・土工部565 m）
- 高さ：50 m[5]
- 上部構造：5径間連続PC箱桁橋[2]
- 下部構造：ニューマチックケーソン基礎3基[2]（深礎基礎1基・直接基礎2基）
  - 主橋部のスパン割は55 m+130 m+230 m+130 m+55 mとなっている。
- 幅員：車道部6.5 m、歩道部0.75 m×2[3]

## 沿革
- 1972年（昭和47年）7月12日 - 完成し日本道路公団が管理する。
- 1997年（平成9年）
  - 1月31日 - 償還期限を待たずに通行料収入による償還が完了。
  - 2月1日 - 当時県が進めていた高知桂浜道路の建設財源の不足を補うため高知県道路公社が管理を引き継ぎ、償還期限である2002年7月11日まで通行料を徴収し、それによって得られた収入を高知桂浜道路の建設財源に充てた。
- 2002年（平成14年）7月11日 - 償還期限満了となり、翌7月12日から無料開放され[3]高知県道14号春野赤岡線として高知県が管理している。